# Jörg Haider
Jörg Haider (n. 26 ianuarie 1950, Bad Goisern, Austria Superioară - d. 11 octombrie 2008, Lambichl, Carintia) a fost un politician austriac, din 1999 guvernatorul (în germană Landeshauptmann, președintele executivului) landului Carintia. Până în 2005 a reprezentat partidul populist FPÖ, de care s-a separat, după care și-a înființat propria formațiune politică, Alianța pentru Viitorul Austriei.
Jörg Haider a decedat la 11 octombrie 2008 într-un accident de automobil în Austria.

## Cariera politică
Născut la 26 ianuarie 1950 la Bad Goisern, în Austria Superioară, Jörg Haider a fost fiul unui pantofar, care a fost un activist național-socialist convins încă din anii când nazismul era interzis în Austria în perioada interbelică. Mama lui Haider a fost cadru de conducere în organizația nazistă Liga Tinerelor Germane.
Haider a studiat dreptul și a obținut titlul de doctor în drept. În 1977 a aderat la Partidul Liberal Austriac (germană Freiheitliche Partei Österreichs (FPÖ)) al cărui președinte a fost între anii 1986 – 2000. În 1986 FPÖ nu primise în alegeri decât 250 000 de voturi și nu era decât un mic partid contestatar. Sub conducerea lui Haider, Partidul s-a transformat dintr-unul liberal într-unul populist de dreapta. Membrii liberali ai partidului l-au părăsit și au fondat o formațiune politică separată. Pe plan public, Haider atrăsese atenția încă din 1966 , când a participat la un concurs de oratorie, ținut la Innsbruck de o organizație sportivă considerată naționalist germană; cu acel prilej, discursul rostit de Haider a fost întitulat „Suntem noi, austriecii, germani?”
În 1989 Jörg Haider a fost ales guvernator al landului Carintia, dar după doi ani a fost nevoit să renunțe la funcție după ce într-un discurs a elogiat politica Germaniei naziste de ocupare a forței de muncă.
În 1999, a fost reales ca guvernator al Carintiei cu ajutorul susținerii oferite de conservatori, iar în 2004 a fost reales cu susținerea social-democraților.
În 2000, FPÖ a obținut în alegeri 26,9 % din voturi, ceea ce i-a permite să facă parte din guvernul condus de cancelarul conservator Wolfgang Schüssel.
În 2005 Haider se separă de FPÖ și fondează o formațiune politică nouă, Alianța pentru Viitorul Austriei (germană Bündnis Zukunft Österreich (BZÖ)), pentru a putea menține alianța cu Partidul Conservator (ÖVP). Însă la alegerile din 1 octombrie 2006 BZÖ obține doar opt mandate, cu un procentaj de 4,2 %, față de 21 de mandate ale FPÖ cu 11,2 % din voturi. După destrămarea coaliției SPÖ-ÖVP, la alegerile din 28 septembrie 2008 cele două partide de dreapta (între care relațiile erau tensionate) au obținut un număr dublu de mandate, BZÖ 21, iar FPÖ 35. Însă două săptămâni mai târziu Haider a fost rănit mortal într-un grav accident de automobil în apropiere de Klagenfurt. Decesul său provoacă un cutremur politic, pentru că Haider era văzut ca un posibil partener al coaliției guvernamentale.

## Diverse
Haider a fost spionat de Mossad, serviciul secret al Israelului. Agentul Mossad și fost membru al FPÖ, chiar secretar general al acestui partid, Peter Sichrovsky a prezentat informații despre controversatele legături pe care Haider le-a avut cu dictatori proeminenți din Lumea arabă, între care Saddam Hussein pe care l-a vizitat în 2002 la Bagdad.

## Literatură recomandată
- "The Haider phenomenon in Austria" de Ruth Wodak și Anton Pelinka, New Brunswick, New Jersey, Transaction Publishers, 2002